# 玲珑女

电视剧海报

《玲珑女》，中国大陆出品的电视剧。片长30集，拍摄于2005年，由张军钊执导。

## 故事概述
该剧以民国为时间背景，讲述江南制扇名镇玲珑镇的故事，将手织绫绢、手制团扇、手绘扇面。扇面绘就的四季美人，尤其精致，呼之欲出。
小镇每隔三年便要进行一次选美又叫“照影会”，选出新将要作为扇面主题图案的美女。而做为评委的不是人，而是靠鱼唇，有幸当选为扇面美人的均须有“沉鱼”之貌。本剧开始便以当年的团扇女一位得了肺痨、一位跳河自尽还有一位也传出了流言。按族规，要补选扇面美人。镇长白立斋为了完自己妻子的遗愿，命在杭州女子师范学校读书的女儿白凤衣回玲珑镇参加选美。

## 演员名单
- 袁　立　饰 白凤衣
- 虞　梦　饰 刘玉指
- 商　蓉　饰 柳　诗
- 张　超　饰 秋洗月
- 郑晓宁　饰 魏锦人
- 何　琳　饰 秦梅雨
- 刘红雨　饰 袁小照
- 孙逸飞　饰 白凤音
- 赵　越　饰 蝶　姐
- 周　琦　饰 秋三爷
- 李玉声　饰 秋莲篷
- 吉　军　饰 白立斋
- 赵松龄　饰 秦无心
- 李　明　饰 鱼　爷
- 郑　立　饰 肖　九
- 张鸿鑫　饰 秋寒霜